# 下野淳
下野 淳（しもの あつし、1988年4月27日 - ）は、日本のプロサッカー選手。ポジションはDMF。

## 来歴
大和市立つきみ野中学校、神奈川県立大和南高等学校を卒業後、帝京大学に入学するも1年で中退。JAPANサッカーカレッジを経てアルビレックス新潟シンガポールに2009年に加入。同年2月17日のゲイラン・ユナイテッドFC戦で初出場した（クラブは3-1で勝利）。
4年在籍した同チームではリーグで110試合、シンガポール・カップ、シンガポール・リーグカップを合わせると合計130試合に出場した。2012年には、ザ・ニュー・ペーパー誌が選ぶSリーグのベストイレブンに選出。同年12月7日には、ウッドランド・ウェリントンFCへの移籍が完了した事が発表された。
ウッドランド・ウェリントンFCでのデビュー戦は2013年2月21日のウォリアーズFC戦。5月25日の同じくウォリアーズFC戦で移籍後初得点を挙げた。
2015年はミャンマーのネピドーFCに移籍するも、生活環境の劣悪さや給料未払い、さらには家庭の事情が重なり半年で退団。一旦帰国後、ホウガン・ユナイテッドFCに移籍。
2016年はモルディブのヴィクトリーSCと契約。しかしまたしても給料未払いのトラブルなどに見まわれ、結局同年9月に契約解除で退団。
2017年から2シーズンはフィリピンのJPVマリキナFCに在籍。
2019年はミャンマーのズウェカピン・ユナイテッドに在籍。
2020年、台湾の航源FCと契約。

## 個人成績
2015年10月20日現在
| 国内大会個人成績 | 国内大会個人成績 | 国内大会個人成績 | 国内大会個人成績 | 国内大会個人成績 | 国内大会個人成績 | 国内大会個人成績 | 国内大会個人成績 | 国内大会個人成績 | 国内大会個人成績 | 国内大会個人成績 | 国内大会個人成績 |
| 年度             | クラブ           | 背番号           | リーグ           | リーグ戦         | リーグ戦         | リーグ杯         | リーグ杯         | オープン杯       | オープン杯       | 期間通算         | 期間通算         |
| 年度             | クラブ           | 背番号           | リーグ           | 出場             | 得点             | 出場             | 得点             | 出場             | 得点             | 出場             | 得点             |
| シンガポール     | シンガポール     | シンガポール     | シンガポール     | リーグ戦         | リーグ戦         | リーグ杯         | リーグ杯         | シンガポール杯   | シンガポール杯   | 期間通算         | 期間通算         |
| ---------------- | ---------------- | ---------------- | ---------------- | ---------------- | ---------------- | ---------------- | ---------------- | ---------------- | ---------------- | ---------------- | ---------------- |
| 2009             | 新潟S            | 13               | Sリーグ          | 25               | 1                | 0                | 0                | 0                | 0                | 25               | 1                |
| 2010             | 新潟S            | 6                | Sリーグ          | 30               | 2                | 1                | 0                | 3                | 0                | 34               | 2                |
| 2011             | 新潟S            | 6                | Sリーグ          | 31               | 3                | 4                | 0                | 6                | 1                | 41               | 4                |
| 2012             | 新潟S            | 6                | Sリーグ          | 24               | 2                | 3                | 1                | 3                | 0                | 30               | 3                |
| 2013             | ウッドランド     | 6                | Sリーグ          | 26               | 1                | 5                | 0                | 1                | 0                | 32               | 1                |
| 2014             | ウッドランド     | 6                | Sリーグ          | 27               | 1                | 3                | 0                | 1                | 0                | 31               | 1                |
| 2015             | ホウガンU        | 6                | Sリーグ          | 14               | 0                | 4                | 0                |                  |                  | 13               | 0                |
| 通算             | シンガポール     | シンガポール     | Sリーグ          | 177              | 10               | 20               | 1                | 14               | 1                | 211              | 12               |
| 総通算           | 総通算           | 総通算           | 総通算           | 177              | 10               | 20               | 1                | 14               | 1                | 211              | 12               |

## タイトル
アルビレックス新潟シンガポール
- シンガポール・リーグカップ: 2011